# Stephen Dennis
Stephen Travis Dennis Jr. (West Chester, Pensilvania, 2 de octubre de 1987) es un jugador de baloncesto estadounidense que actualmente se encuentra sin equipo. Con 1,98 metros de estatura, juega indistintamente en la posición de base o escolta.

## Trayectoria deportiva

### Universidad
Jugó cuatro temporadas con los Golden Bears de la Universidad Kutztown de Pensilvania. En su primera temporada fue elegido Rookie del Año de la Pennsylvania State Athletic Conference e incluido en el segundo mejor quinteto de la conferencia, mientras que los tres años siguientes lo fue en el primero. En su temporada sénior promedió 26,4 puntos, 5,8 rebotes, 4,8 asistencias y 2,1 robos de balón por partido, lo que le valió para ser elegido Jugador del Año de la División II de la NCAA e incluido en el primer equipo All-American.
Acabó su carrera universitaria como líder histórico en anotación de los Golden Bears, con 2.406 puntos conseguidos. Logró también los récords de tiros de campo (850), tiros libres (621) y asistencias (447), estableciendo además un nuevo récor de anotación en una única temporada, con 817 puntos en 2010.

### Profesional
Tras no ser elegido en el Draft de la NBA de 2010, firmó con Los Angeles Clippers para disputar la pretemporada. pero fue cortado antes del comienzo de la competición. En noviembre fue acquirido por los Bakersfield Jam como jugador afiliado. Jugó una temporada en la que promedió 10,5 puntos y 3,8 asistencias por partido.
En julio de 2011 firmó por dos temporadas por el Basketball Löwen Braunschweig alemán, pero solo llegó a disputar 18 partidos, promediando 8,4 puntos y 2,7 rebotes, siendo cortado en enero de 2012.
Regresó a su país, y tras jugar con los Brooklyn Nets la pretemporada, volvió a fichar por los Bakersfield Jam, con los que volvió a jugar una temporada en la que promedió 10,2 puntos y 3,9 asistencias por partido.
El 5 de agosto de 2013 fichó por los Melbourne Tigers de la NBL Australia, pero un mes después, sin iniciar la competición, una lesión en el tendón de Aquiles le dejaría en el dique seco toda la temporada. Al año siguiente, y ya con el equipo reconvertido en los Melbourne United volvieron a contar con él, Jugó una temporada en la que promedió 10,0 puntos y 3,3 asistencias.
El 31 de julio de 2015 fichó por el Bnei Herzliya de la Ligat ha'Al israelí, donde en su primera temporada promedió 11,5 puntos y 4,1 asistencias por partido.